# انتونیلوو (استان اشوی‌داشکسیه)
انتونیلوو (به لهستانی: Antonielów) یک منطقهٔ مسکونی در لهستان است که در گمینا ووپوشنو واقع شده‌است. انتونیلوو ۱۹۶ نفر جمعیت دارد.